# Хроніка міста Ярополя
«Хроніка міста Ярополя»  — фантастичний роман українського письменника і дипломата Юрія Щербака. Вперше опубліковано 1968 року в журналі «Вітчизна», але обрізано та редаговано цензурою. Майже після цього було заборонено до друку. Перероблено у 1983 році. У книзі поєднуються елементи наукової фантастики, легенди й казки. Складається з 12 оповідей.

## Зміст
Написані начебто в 2000 році очевидцем на схилі літ. Розповідається про події, що відбувалися тут упродовж кількох століть. Читач не одразу здогадується, що історія ця є містифікацією і місто Яропіль — вигадане. Хронологічна розбіжність сягає кількох століть, у реалістичну, на перший погляд, оповідь автор уводить казково-фантастичні епізоди, експериментує зі стилістикою: поєднує в текстах магічний реалізм, хроніку, своєрідний стиль, який уподібнюється до текстів козацьких літописів.
Герої зібрані з різних історичних подій та епох: сотник Григір Гамалія — головний персонаж повісті про повсталу галеру, невмирущий донощик Лаврін Червінка, який живе у сказанні понад 300 років, професор Холодний, який є героєм кількох інших творів Ю. Щербака, на вулицях Феодосії з'являються нападники, які прибули сюди з часів Кафи, Валерій Орлик, який зняв передачу про чудодійні малюнки Марії Поліщук, Альфред Макаронов, що відкрив перед присутніми на цирковій виставі, кулю, у якій вони бачили щастя і забували про свої негаразди.
Таке поєднання елементів наукової фантастики, легенди, казки та реальності й надає неповторності твору. Крім того, у творі можна знайти й іншу часову площину — міфічний час, його ознаки відрізняються від часу серійного чи лінійного насамперед своєю незавершеністю та водночас фантасмагоричністю. Завдяки цьому міфічному часу у творі знімається конфлікт між часом буденним, лінійним та серійним, адже усі персонажі в повісті так чи інакше укорінені в міфічний час — час, коли міфічне минуле фактично екстемпоральне і є певною містичною реальністю, що якось існує із емпіричною реальністю буденного життя на тому самому синхронному рівні. В цей міфічний час вплітається і концепція лінійного часу, в якому минуле є
контрапунктом. Усі три часові континууми сходяться в одній просторовій точці — місті Ярополі, у якому живуть реальні та вигадані персонажі. Відповідно до часової концепції твору місто це має реальний, сучасний час та час міфічний.
Головна ідея — творити Добро. Коли людина цього бажає, то все стає чарівним, не буває нічого неможливого: кров тоді цілюща, а малюнки — лікувальні. За допомогою фантастики, гротеску, перебільшень автор створює модель суспільних стосунків у майбутньому суспільстві духовних цінностей.